# Tuo Jiang
Tuo Jiang (kinesisk: 沱江; pinyin: Túo Jiāng) er en flod i provinsen  Sichuan i Kina. Den er en af den øvre del af Yangtzes større bifloder, og er på omkring 655 km. lang.  Tuo Jiang løber fra den  nordvestlige del af Sichuanbækkenet og gennem  Jintang, Jianyang, Ziyang, Zizhong og  Neijiang før den munder ud i Yangtze i Luzhou.
28°54′13″N 105°26′51″Ø / 28.9036°N 105.4475°Ø